# Руденька (Гомельская область)
Руденька (бел. Рудзенька) — деревня в Горочичском сельсовете Калинковичского района Гомельской области Беларуси.

## География

### Расположение
В 18 км на север от Калинкович, в 5 км от железнодорожной станции Горочичи (на линии Жлобин — Калинковичи), в 135 км от Гомеля.

## Транспортная сеть
Транспортные связи по просёлочной, затем автомобильной дороге Гомель — Лунинец. Планировка состоит из почти прямолинейной, близкой к широтной ориентации улицы, застроенной двусторонне, деревянными крестьянскими усадьбами.

## История
По письменным источникам известна с XVIII века как деревня в Мозырском повете Минского воеводства Великого княжества Литовского. После 2-го раздела Речи Посполитой (1793 год) в составе Российской империи. В 1795 году владение Еленских. Обозначена на карте 1866 года, использовавшейся Западной мелиоративной экспедицией работавшей в этих местах в 1890-х годах. В 1930 году организован колхоз. Согласно переписи 1959 года в составе совхоза «Калинковичский» (центр — деревня Горочичи).

## Население

### Численность
- 2004 год — 56 хозяйств, 104 жителя.

### Динамика
- 1795 год — 9 дворов.
- 1850 год — 12 дворов 74 жителя.
- 1959 год — 332 жителя (согласно переписи).
- 2004 год — 56 хозяйств, 104 жителя.